# ۱۳۶ (میلادی)
۱۳۶ (میلادی) صد و سی و ششمین سال تقویم میلادی است.

## درگذشتگان
‎